# Њижни Храбовец
Њижни Храбовец (слч. Nižný Hrabovec) насељено је мјесто са административним статусом сеоске општине (слч. obec) у округу Вранов на Топлој, у Прешовском крају, Словачка Република.

## Становништво
| Година:    | 1994. | 2004.    | 2014.   | 2024.   |
| ---------- | ----- | -------- | ------- | ------- |
| Број људи: | 1372  | 1611     | 1634    | 1570    |
| Разлика:   |       | +17,41 % | +1,42 % | -3,91 % |

| Година:    | 2023. | 2024.   |
| ---------- | ----- | ------- |
| Број људи: | 1594  | 1570    |
| Разлика:   |       | -1,50 % |

Према подацима о броју становника из 2024. године насеље је имало 1570 становника.